# Secret (gruppo musicale sudcoreano)
Le Secret (hangŭl: 시크릿) sono state una band k-pop sudcoreana, formatasi a Seul nel 2009.

## Storia

### 2009-2010: debutto,Secret TimeeMadonna
Le Secret furono presentate al pubblico per la prima volta attraverso il documentario Secret Story in onda su Mnet, debuttando poco dopo, il 29 settembre 2009. Il 13 ottobre 2009 il gruppo debuttò ufficialmente con l'uscita del video musicale di "I Want You Back", il primo singolo.

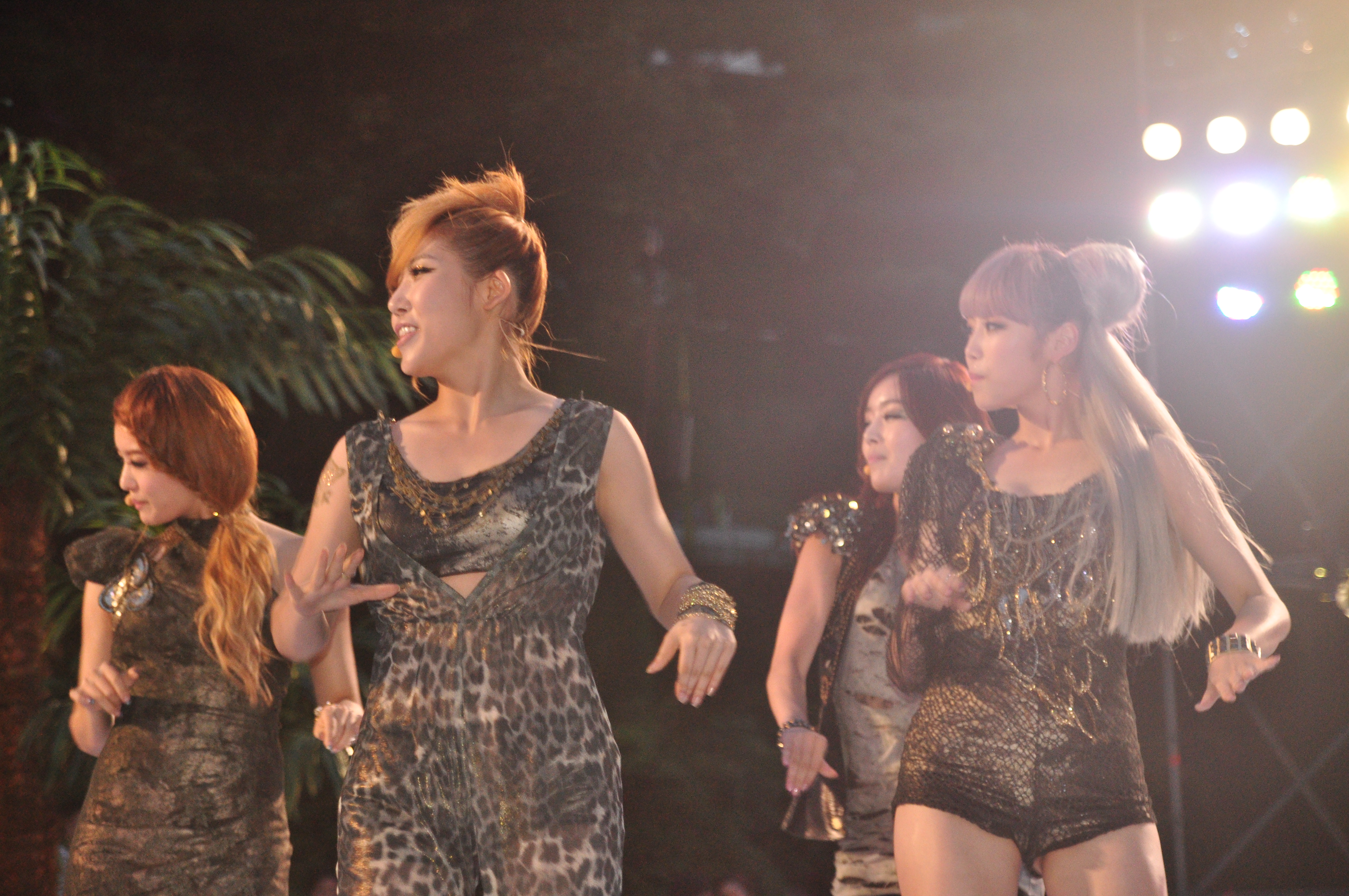
Le Secret agli Mnet 20's Choice Awards nel 2010.

Il 3 gennaio 2010 venne pubblicata la colonna sonora della serie televisiva Gongbueui shin, alla quale parteciparono con il brano "Friends". Il 31 marzo 2010 venne diffuso il video musicale di "Magic", la title track del loro EP di debutto, Secret Time, che fu pubblicato il giorno seguente. Il secondo EP dal titolo Madonna venne pubblicato il 12 agosto 2010, un giorno dopo l'uscita del video musicale del brano omonimo: proprio come il precedente singolo "Magic", il video musicale di "Madonna" raggiunse un milione di visite sui siti di video sharing, mentre la canzone riuscì a entrare in tutte le classifiche più importanti di musica online nel corso delle due settimane successive alla pubblicazione, arrivando alla vetta della Circle Chart. La canzone vinse anche il premio principale alla ventesima edizione dei Seoul Music Award, e il 9 dicembre seguente le Secret furono premiate come nuovo gruppo dell'anno ai Golden Disk Awards.

### 2011-2012: successo crescente, debutto in Giappone,Poisone "Talk That"

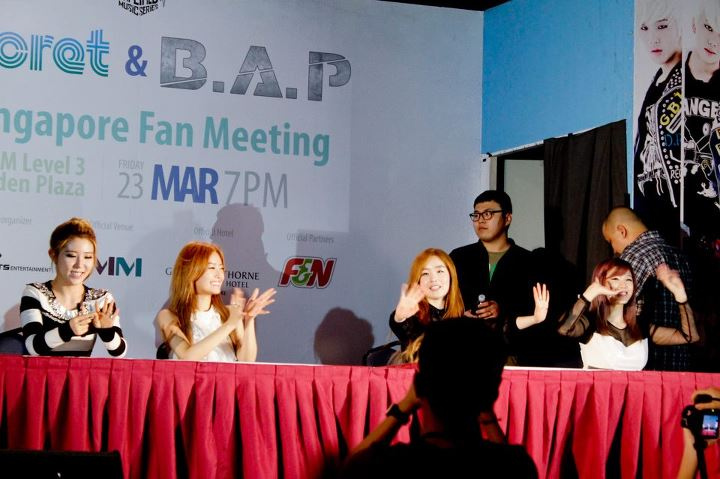
Le Secret al Secret & B.A.P, l'incontro con i fan tenutosi a marzo 2012.

Il 2 gennaio 2011, le Secret pubblicarono il teaser per il CD singolo "Shy Boy", che venne poi ufficialmente pubblicato il 6 gennaio. Il 13 gennaio vinsero per la prima volta il primo premio di M! Countdown e riuscirono a mantenere la prima posizione della classifica Music Bank per tre settimane consecutive. Durante questo arco di tempo, vinsero anche il premio Mutizen a Inkigayo. Il 1º giugno 2011 le Secret pubblicarono il secondo CD singolo, "Starlight Moonlight", che si rivelò un enorme successo e fa loro vincere il premio Mutizen per la seconda volta. Il 3 agosto debuttarono sul mercato nipponico con un remake in lingua giapponese di "Madonna".
Il 17 ottobre 2011 venne diffuso il video del brano "Love Is Move", title track del primo album in studio, intitolato Moving in Secret, che uscì il giorno seguente. Il 16 novembre 2011, le Secret pubblicarono il loro primo EP giapponese, Shy Boy, contenente il remake in lingua giapponese di "Shy Boy" e altri cinque brani, fra cui una versione natalizia di "Starlight Moonlight", ribattezzata "Christmas Magic". A dicembre, le Secret presero parte all'evento KBEE (Korea Brand & Entertainment Expo) a Parigi e vennero nominate ambasciatrici ufficiali del forum dei consumatori coreani al D-Cube City. Nel corso dell'anno, il gruppo diventò testimonial di molte marche, come Grand Mer, Nike, Nene Chicken, Good Day Soju e Parkga.
A febbraio 2012, le Secret vinsero due premi in occasione dei Gaon Chart Award grazie a "Shy Boy" e "Starlight Moonlight", e pubblicarono il secondo singolo giapponese, "So Much for Goodbye", che pubblicizzarono nel corso del Secret Time Tour a marzo. Il 13 giugno pubblicarono il terzo singolo giapponese, "Twinkle Twinkle", utilizzato come sigla finale dello spin-off di Naruto, Naruto SD: Rock Lee no Seishun Full-Power Ninden. Il 22 agosto uscì invece il primo album in studio per il mercato nipponico, Welcome to Secret Time.
Verso la fine del 2012, il gruppo tornò sul mercato coreano con l'EP Poison a settembre e il singolo "Talk That" a dicembre. Il 27 dicembre, Sunhwa e Yoo Young Jae dei B.A.P si unirono per un singolo digitale dal titolo "Everything is Pretty", regalo per i fan dei due gruppi.

### 2013-2014: altre attività, "YooHoo", "I Do I Do" e "I'm in Love"
Il 29 marzo 2013, le Secret tennero un concerto a Singapore al Marina Bay Sands Convention Hall davanti a 5000 fan, mentre il 30 aprile tornarono con il quarto EP, Letter from Secret, pubblicizzato dalla title track "YooHoo". A maggio, l'ente del turismo delle Isole Marianne Settentrionali nominò le Secret ambasciatrici del turismo, mentre a giugno il gruppo firmò un contratto con Kiss Entertainment Inc. per le future attività in Giappone, passando anche dalla Sony Music alla Universal Music Group Japan. Il 9 dicembre le Secret pubblicarono il singolo "Gift from Secret" e il brano da esso tratto, intitolato "I Do I Do".
Nella classifica dei gruppi di maggior successo del 2013 stilata dal media outlet Dispatch, le Secret apparvero al nono posto, sotto Girls' Generation, SISTAR, f(x), 4Minute, 2NE1, Apink, Crayon Pop, Girl's Day.
Il 5 febbraio 2014, le Secret pubblicarono il singolo "I Do I Do" in Giappone, con la versione in giapponese di "I Do I Do", insieme al video musicale. Il 29 maggio fu rivelata l'uscita, per il 23 luglio, di un quinto singolo in Giappone, "YooHoo", contenente la versione giapponese del brano omonimo, preceduta da concerti il 19 e 21 luglio. Il 7 luglio venne annunciato il loro ritorno in Corea del Sud ad agosto con un quinto EP, pubblicato poi l'11 agosto, insieme alla title track "I'm in Love", con il titolo Secret Summer.

### 2015 - 2016: "For Secret Time" e l'uscita di Sunhwa
Il 7 febbraio 2015, le Secret, a sei anni dal debutto, inaugurarono il loro fanclub ufficiale, il 'SECRET TIME', con un mini-concerto e con la pubblicazione di "For Secret Time", brano scritto e composto dal gruppo per i fan.
Il 26 settembre 2016 la TS ha annunciato che Sunhwa avrebbe lasciato il gruppo dopo aver deciso di non rinnovare il suo contratto , al fine di proseguire la carriera nella recitazione. Il gruppo continuerà con tre membri.

### Gli anni inattivi e lo scioglimento del gruppo
Dopo quattro anni di inattività come gruppo, Jieun e Hyoseong, in base a vari problemi riscontrati con l'agenzia, hanno deciso di sporgere denuncia a quest'ultima per non aver rispettato i termini dei propri contratti. Il 28 febbraio 2018 è stato riferito che le due cantanti erano in dispute legali con la TS Entertainment. Le controversie legali di Hyoseong con l'agenzia sono dovute a problemi di mancata ricezione dei pagamenti. È stato anche riferito che nell'agosto 2017, Jieun ha presentato una richiesta al Collegio arbitrale coreano per verificare che il suo contratto non fosse più valido a causa della mancata osservanza da parte della TS Entertainment dei termini del contratto.
Successivamente, tramite Instagram, Jieun ha annunciato che avrebbe lasciato le Secret poiché il suo contratto era stato violato.
Il 5 marzo, l'avvocato di Hyoseong ha rivelato di aver intentato una causa civile contro la TS Entertainment nel settembre 2017 per confermare che il suo contratto con l'agenzia non era più valido. L'avvocato di Hyoseong ha affermato che ci sono pagamenti che Hyoseung non ha ricevuto, l'agenzia ha inoltre trasferito i diritti di gestione conferiti dal suo contratto esclusivo con la cantante a un'altra parte senza il consenso del membro stesso e ciò non solo è una chiara violazione del suo contratto, ma è anche una fonte di instabilità nelle sue promozioni come idol. Ha anche affermato che Hyoseong non avrebbe continuato a essere un membro delle Secret restando nella TS Entertainment data la situazione e la mancanza di fiducia e comunicazione tra l'agenzia e Hyoseong, il che pone effettivamente fine al gruppo.

## Formazione
Ex-membri
- Han Sunhwa (Pusan, 6 ottobre 1990) – vocalist, visual, maknae (2009-2016)
- Song Jieun (Seul, 5 maggio 1990) – main vocalist (2009-2018)
- Jeon Hyoseong (Cheongju, 13 ottobre 1989) – leader, lead vocalist, main dancer (2009-2018)
- Jung Hana/Zinger (Uijeongbu, 2 febbraio 1990) – main rapper, vocalist, lead dancer (2009-2018)

## Discografia

### In Corea del Sud

#### Album in studio
- 2011 – Moving in Secret (TS Entertainment)

#### EP
- 2010 – Secret Time (TS Entertainment)
- 2010 – Madonna (TS Entertainment)
- 2012 – Poison (TS Entertainment)
- 2013 – Letter from Secret (TS Entertainment)
- 2014 – Secret Summer (TS Entertainment)

#### CD singoli
- 2011 – Shy Boy (TS Entertainment)
- 2011 – Starlight Moonlight (TS Entertainment)
- 2013 – Gift from Secret (TS Entertainment)

#### Singoli digitali
- 2009 – I Want You Back (TS Entertainment)
- 2012 – Talk That (TS Entertainment)

### In Giappone

#### Album in studio
- 2012 – Welcome to Secret Time (Sony Music Associated Records)

#### EP
- 2011 – Shy Boy (Sony Music Associated Records)

#### Singoli
- 2011 – Madonna (Sony Music Associated Records)
- 2012 – So Much for Goodbye (Sony Music Associated Records)
- 2012 – Twinkle Twinkle (Sony Music Associated Records)
- 2014 – I Do I Do (Kiss Entertainment Inc.)
- 2014 – YooHoo (Kiss Entertainment Inc.)